# Баэ, Лоран
Лоран Баэ (фр. Laurent Baheux; род. 27 марта 1970, Пуатье, Франция) — французский профессиональный фотограф и журналист, работающий в области чёрно-белой контрастной фотографии в первую очередь о жизни природы и диких животных.

## Жизнь и творчество
Лоран Баэ получил высшее образование в областях педагогики и социальных наук. Работал в центре журналистики в родном городе Пуатье как редактор спортивных программ. С 1998 года вёл программу международных спортивных известий. Его увлечение фотографией стало со временем профессиональным — с 2002 года, параллельно спортивной тематике, однако освоил он специальность фотожурналиста самоучкой. В 2002 году он начинает свою работу проектом о жизни дикой природы на африканском континенте, используя как средство черно-белую фотографию. В 2006 году Лоран Баэ проводит свою первую выставку — в Королевском замке в Коллиуре. В 2009 году выходит большой сборник его фоторабот под общим названием Страна львов, при этом значительную часть вырученных средств художник передаёт в распоряжение Всемирного фонда защиты дикой природы (WWF) для финансирования её проектов по защите животного мира Африки, поддержания национальных парков. Начиная с 2009 года были проведены многочисленные выставки работ Лорана Баэ, в том числе в Париже, которые проходят также при участии фонда WWF. Начиная с 2013 года Лоран Баэ является Послом доброй воли от программы ООН для природы и окружающей среды (UNEP). Фотоработы художника, представляющие животный мир Африки, экспонируются в крупнейших галереях Европы и всего остального мира.
Участник многочисленных международных выставок фотографии, посвящённых жизни дикой природы — во Франции, в Бельгии, Швейцарии, Германии, Великобритании, Люксембурге, России, Китае, в странах Африки.

## Награды (избранное)
- Выбор SFR «Молодые таланты» SFR (Арль, Франция) 2007
- Лучший фотограф Европы в области «дикая природа» (Еropean Wildlife Photographer of the Year" des natural history), Лондон, 2007
- Приз WWF Германии, Первый фестиваль изображений дикой природы, Париж, 2009
- Приз 8-го фестиваля «Прекрасная книга», в области «природа», Франция, 2010
- Премия «Клик-клак фото», 30-й международный фестиваль фильмов о жизни птиц, Франция, 2014.
- Номинация на звание «Книга года» (за «The Family Album of Wild Africa») , Германия, 2016
- Почётный приз фотографической выставки, посвящённой защите дикой природы (Moscow International Foto Awards), Москва, 2016.

## Изданные альбомы
- 2008 Photographes de nature, Actes Sud
- 2009 Terre des lions, Altus
- 2010 Africa (Portfolio n°1), YellowKorner
- 2011 D’ivoire et d’ébène, Altus
- 2012 Africa (художественное издание), YellowKorner
- 2013 Africa (классическое издание), YellowKorner
- 2013 Wild and Precious, La Martinière with GoodPlanet
- 2015 America (Portfolio n°27), Yellowkorner
- 2015 The Family Album of Wild Africa, teNeues and Yellowkorner editions
- 2016 The Family Album of Wild Africa Collector’s Prints, teNeues and Yellowkorner editions
- 2017 Ice is Black, teNeues editions
- 2017 The Family Album of Wild Africa, Small format edition, teNeues editions
- 2018 Animalité, avec Audrey Jougla, Atlande editions